# Karl Viktor von Bonstetten
Karl Viktor von Bonstetten, född 3 september 1745, död 3 februari 1832, var en schweizisk författare.
von Bonstetten var rådman i sin födelsestad Bern, och blev senare överdomare i Lugano. Han skrev flera filosofiska och sociala skrifter som Briefe über ein schweizerisches Hirtenland (1782), och Über Nationalbildung (1802) och är av intresse för Skandinavien genom sin romantiska förbindelse och brevväxling med den dansk-tyska författarinnan Friederike Brun i Köpenhamn.